# Срби у Аргентини
Срби у Аргентини су грађани Аргентине српског порекла или људи рођени у Србији који живе и раде у Аргентини.

## Историја
На територији Републике Аргентине данас живи око 30.000 људи српског порекла, већим делом са простора данашње Црне Горе и Хрватске, а мањим делом из Србије и Босне и Херцеговине. Премда истог порекла као и северноамеричка, аргентинска емиграција је развила специфичан и комплексан друштвени и културни карактер. Ипак, за разлику од северноамеричких дијаспора, о којима су написане многе студије, о емиграцији у Аргентини не постоји ниједно истраживање које би обухватило историјски преглед и околности исељавања, односно – насељавања и живота у Аргентини, друштвени и културни живот емиграната, као и низ веома сложених питања, која се тичу односа према идентитету (етничком, регионалном, културном, религијском) и начину његовог обликовања и испољавања, како кроз историју тако и под утицајем савремених дешавања у матици, односно земљама порекла.
Срби су почели насељавати Јужну Америку крајем прве половине 19. века. То су првенствено били морнари из Бока которске и Далмације који су пловили на бродовима под разним заставама. Један од бокељских морнара који се населио у Аргентини био је Милош Вукасовић. Он је 1870. у Буенос Ајрес у отворио паробродско друштво "La Platense". Касније, Вукасовић је именован и за почасног конзула Кнежевине Црне Горе у Аргентини а био је и почасни председник Славјанског друштва узајамне помоћи којег су 1880. у Буенос Ајресу основали југословенски исељеници, док је секретар друштва био његов брат Божо Вукасовић.
У периоду од 1857. до 1908. године у Аргентину се уселило 4,2 милиона људи, од јужнословенских народа на листи досељеника су се нашли и Црногорци - 300, Србијанци - 21, али и многи Срби из Аустро-Угарске - око 500. Аргентински имиграциони закон давао је странцима "велику слободу и широке могућности - сва цивилна права грађанина, без обавезе да прихвате аргентинско држављанство." Међу угледним и старијим исељеницима из Црне Горе помиње се често фамилија Радоњић, која води порекло из Његуша. Радоњићи су дошли у Буенос Ајрес 1870. године а први међу њима афирмисао се Душан Радоњић, који је постао угледан бизнисмен и директор листа "El economista". Био је зет Милана Стојадиновића. Син Душана Радоњића, Хуан Радоњић је познати аргентински политичар, а његова кћерка Ванеса Радоњић је са шеснаест година 1986. постала аргентинска краљица лепоте. Аргентинци памте и Хуана Вучетића, криминалистичког инспектора који је измислио дактилоскопију. Миле Ковачевић је власник велике фарме са тридесетак хиљада оваца, а Драгомир Костић угледан српски емигрант и утемељивач Српске православне цркве у Аргентини.
Године 1886. Аргентинска република је одликовала Србина из Боке, Јова Вукасовића капетана на француском броду "Минерви" златном медаљом за његове заслуге. Индустријску клуб му је тим поводом приредио свечаност у позоришту где је похвални говор одржао др Морет. На тамошњој "Славјанској читаоници" вијорила се српска тробојка. Песник Нико Абрамовић објавио је у неком тамошњем листу песму посвећену Вукасовићу. Умро је 1887. године у Буенос Ајресу Србин из Задра, др Бортолаци, лекар и научник. Он је био активан међу тамошњим исељеницима, биран је за председника словенског друштва "Спавајући лав", које је издавало свој лист "Искра словенске слободе".
Београдски лист наводи 1905. године тадашње Србе, милионере у Аргентини. Тако је М. Михановић Србин Бокељ био бродовласник у Буенос Ајресу, и истовремено почасник конзул Аустроугарске. За њега се каже "да је од стране Срба омрзнут". Други успешни Србин у том граду је Нико Кожунић. Тај Бокељ старац од 80 година, уживао је у пензији, након што се повукао из бизниса. Живео је у својој вили процењеној на 3,5 милиона долара. Марко Вукасовић Србин Далматинац је такође бродовласник у главном граду Аргентине. Иако је реч о младом човеку његов капитал је тада процењен на 50 милиона долара. Његови велики прекоокеански бродови су одржавали саобраћај између Аргентине и Шпаније (Европе). Професор Рафајловић је учени Србин, професор класичне филологије на тамошњем универзитету. Тај Војвођанин, је као и Вукасовић "био добар Србин".
Наиме, од почетка досељавања, па све до краја четрдесетих година 20. века, на подручју Јужне Америке није било представника СПЦ-а, те су православни исељеници већином били усмерени на Руску православну цркву, која је на овим просторима постојала још од краја 19. века, а у неким местима – и на друге помесне православне цркве. Теренска истраживања обављена у Аргентини указују на то да је српску православну верску заједницу дужи низ година карактерисало осипање (слабија заинтересованост исељеника), пре свега због тога што су друга, трећа и наредне генерације потпуно интегрисане у аргентинско друштво, и њихови припадници су најчешће у мешовитим браковима. Иако се велики број њих и даље венчава и крштава у Српској православној цркви, они већином доскора нису узимали никакво учешће у црквеном животу. Године 2011. оснивана је Буеносаирешка и јужно- централноамеричка епархија са седиштем у Буенос Аиресу (Епархија буеносајреска) и постављен је архиепископ цетињски, митрополит црногорско-приморски Амфилохије за администратора, до избора епархијског архијереја.
Данас, наше исељенике у Аргентини у највећем делу чине потомци првих исељеника и исељеника после Другог светског рата. Знатно мањи део представља емиграција с краја 20. века, а њу већином чине високообразовани имигранти.14 Такође, у последњих неколико година примећена је тенденција досељавања ради склапања мешовитих бракова између грађана Србије и Аргентине.

## Познате личности
- Елеодоро Дамјановић, лекар и генерал
- Милош Вукасовић, предузетник и почасни конзул Кнежевине Црне Горе
- Хуан Вучетић, антрополог, полицијски инспектор и проналазач
- Крсто Поповић, у раздобљу од 1922. до краја 1929. живео у Аргентини
- Милан Стојадиновић, српски политичар, правник и економиста
- Ђорђе Глишић, генерал који је после Другог светског рата емигрирао у Аргентину где је и умро
- Јаков Јововић, капетан корвете и активни учесник у војном пучу од 27. марта 1941.
- Благоје Јововић, борац ЈВУО и човек који је извршио атентат на Анта Павелића 1957. у Аргентини.
- Хералдин Живић, аргентинска и колумбијска глумица[7]
- Хорхе Капитанић, градоначелник Ресистенсије и бивши гувернер провинције Чако
- Емилио Огњеновић, католички надбискуп
- Паола Вукојичић, голман у хокеју на трави
- Мигел Аврамовић, рагбиста
- Николас Вујовић, аутомобилиста
- Федерико Грабић, пливач
- Марсело Бурсаћ, фудбалер[8]
- Агустин Вулетић, фудбалер
- Федерико Рашић, фудбалер
- Естебан Савељић, фудбалер
- Гастон Бојанић, фудбалер
- Николас Павловић, фудбалер